# جورج ر. فنسنت
جورج ر. فنسنت (بالإنجليزية: George R. Vincent)‏ هو طبيب وسياسي أمريكي، ولد في 29 أغسطس 1841، وتوفي في 18 سبتمبر 1910. انتخب عضو جمعية ولاية ويسكونسن.